# Abbazia di Rievaulx

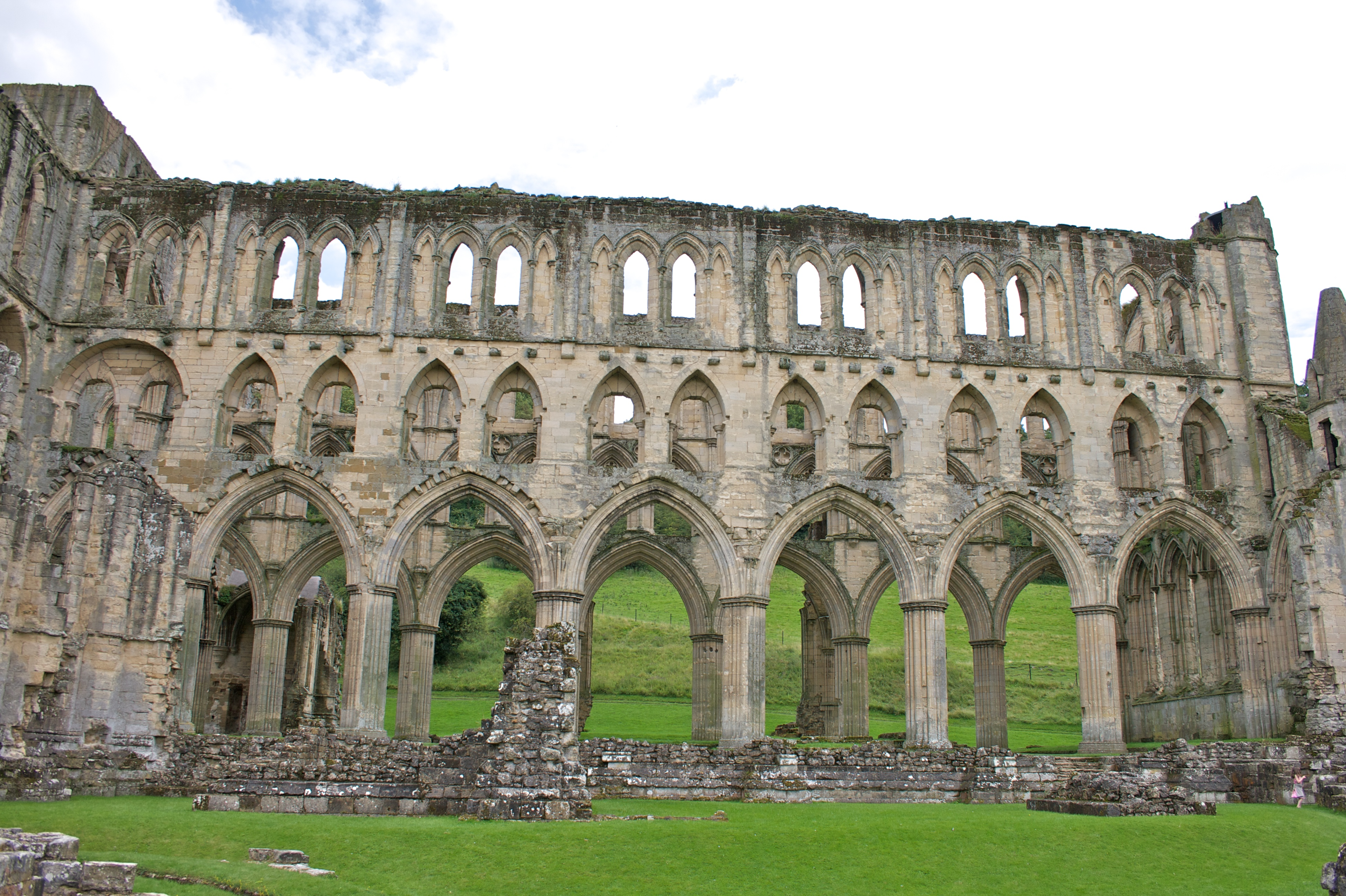
Le rovine dell'abbazia di Rievaulx

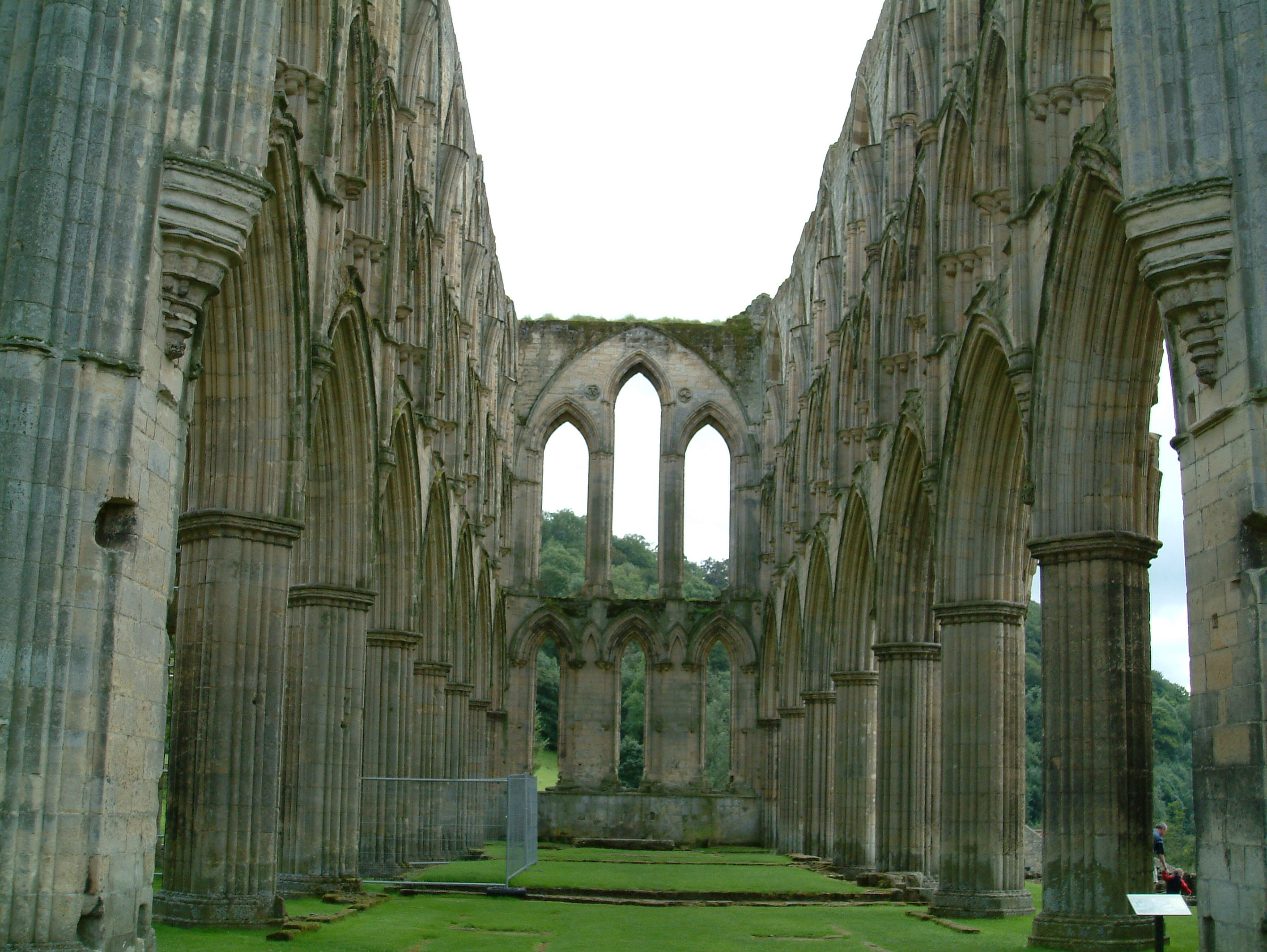
Gli archi dell'abbazia

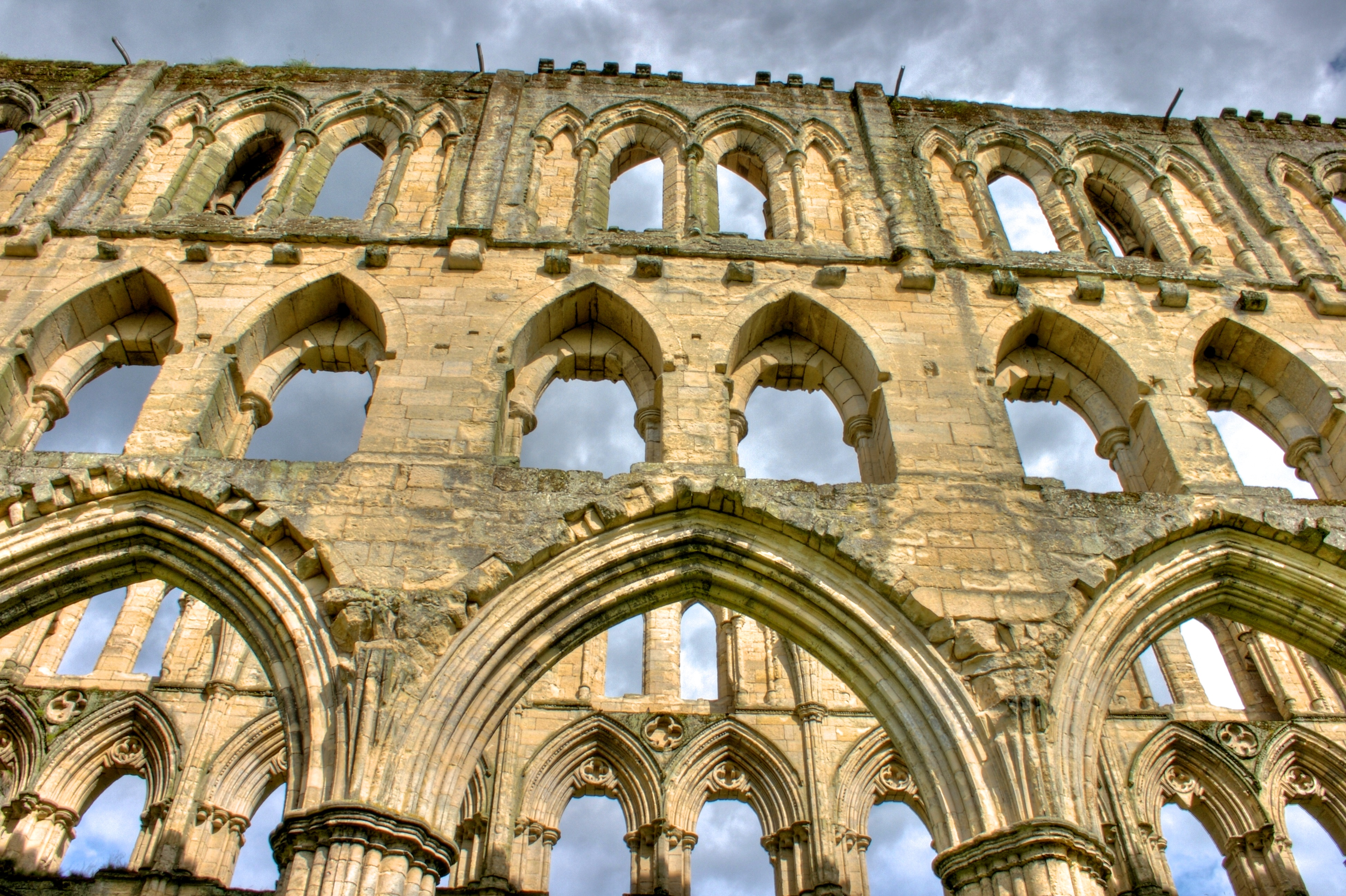
Particolare degli archi dell'abbazia

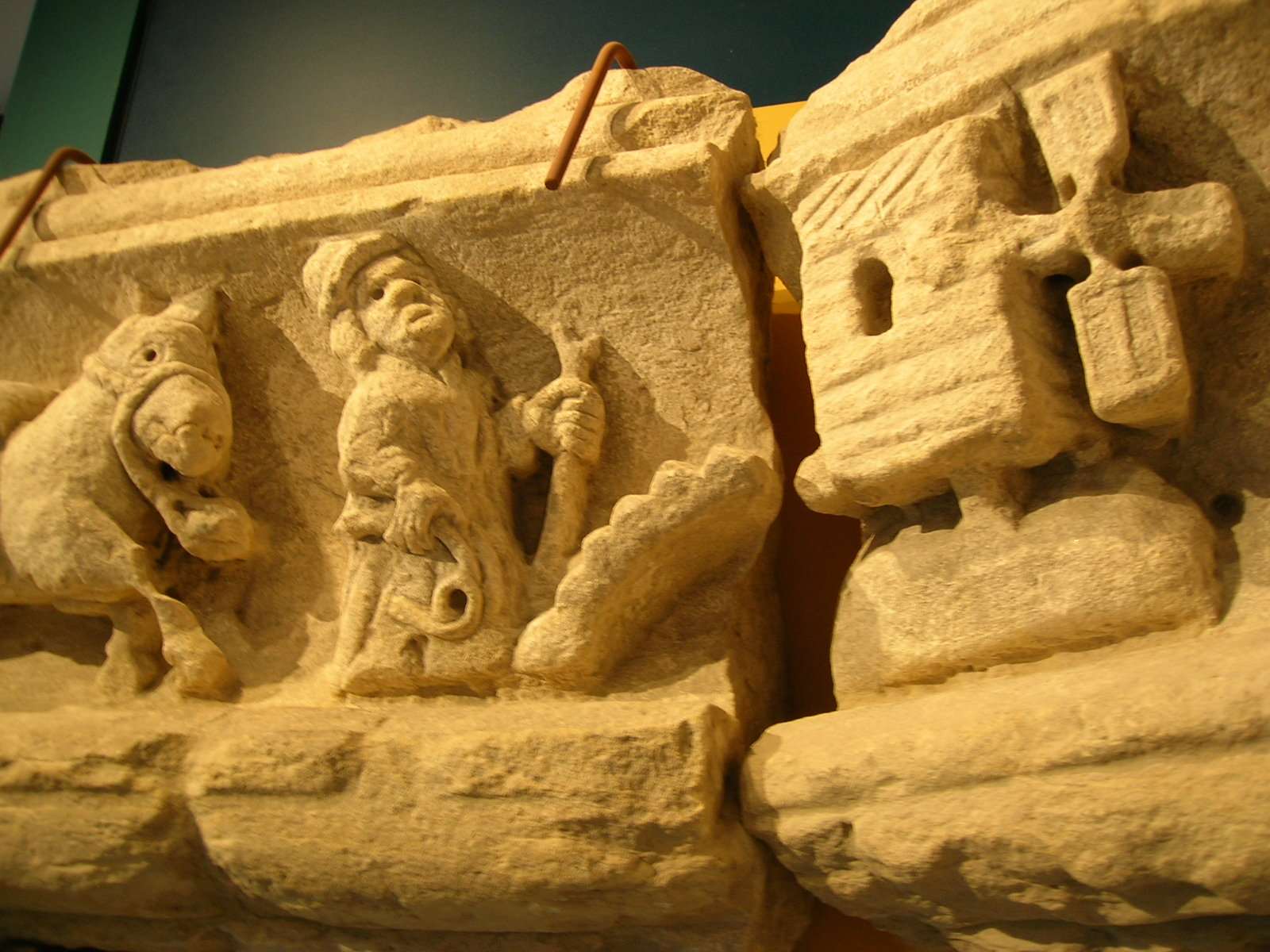
Scultura all'interno dell'abbazia

L'abbazia di Rievaulx (in inglese: Rievaulx Abbey) è un'abbazia cistercense in rovina del villaggio inglese di Rievaulx, nei pressi di Helmsley, nel North Yorkshire (Inghilterra nord-orientale), costruita tra il 1131/1132 e la fine del XII secolo e successivamente ampliata. 

Si tratta del più antico monastero cistercense dell'Inghilterra e dell'Europa settentrionale.
Il complesso è attualmente gestito dell'English Heritage Trail.

## Ubicazione
L'abbazia si trova nella valle del fiume Rye e a poco più di 2 miglia da Helmsley. 
Le sue rovine si stagliano alle pendici del parco Rievaulx Terrace & Temples.
|  |

## Caratteristiche
Il complesso si trova in un'area di circa 15 acri , in una zona circondata da ripidi pendii

Per via di tali caratteristiche morfologiche del terreno e per la limitata estensione dello stesso, il complesso è orientato da nord a sud, anziché - come da convenzione - da est ad ovest.
L'edificio meglio conservato del complesso è la chiesa, eretta tra il 1135 e il 1145 e rimodernata tra il 1225 e il 1240.
Tuttora visibili sono anche i resti della cappella, della cucina e dell'infermeria.

## Storia
L'abbazia fu fondata nel 1131 o nel 1132 dall'ordine francese cistercense di Clairvaux come "avamposto" settentrionale dell'ordine stesso.

Fu San Bernardo di Clairvaux ad inviare nella zona dodici monaci con lo scopo di fondare l'abbazia.
La prima chiesa del complesso fu realizzata tra il 1135 e il 1145, prendendo probabilmente a modello proprio la chiesa dell'abbazia di Clairvaux. Aveva inizialmente una forma a croce.

Il primo abate fu San William I.
Le parti principali del complesso furono completate poco prima del 1200 sotto la guida di Aelredo di Rievaulx.
Sotto Aelredo, l'abbazia conobbe il suo periodo di massimo splendore: in quell'epoca, il complesso ospitava 140/150 monaci e 500 fratelli laici.

Tutti gli ospiti dell'abbazia erano dediti ad una rigida vita di preghiera e digiuno. A partire dalla seconda metà del XIII secolo possedette un grande magazzino per la lana a Laskill.
Conobbe un periodo di declino nel XIII secolo a causa delle epidemie di bestiame che si verificarono in zona e nel XIV secolo a causa dei saccheggi operati dai vicini scozzesi.
Il complesso fu chiuso in seno all'opera di abolizione dei monasteri imposta nel 1539 da Enrico VIII d'Inghilterra e cadde ben presto in rovina. Subì anche gravi danni perché molte delle pietre di cui era costituito furono usate per costruire gli edifici della zona.

## Punti d'interesse

### Chiesa
La chiesa dell'abbazia è stata costruita nello stile gotico ornato e presenta tre navate.

### Refettorio
Altra parte del complesso ben conservata è il refettorio, che misura circa 37 metri in lunghezza e circa 15 metri in altezza.

## Citazioni letterarie
Nel romanzo avventuroso Robin Hood. Il principe dei ladri, nella versione italiana tradotta da Adriana Giussani e pubblicata nel 1968 da  Mondadori editore, con Biblioteca degli Anni Verdi ed illustrato da Donald E. Cooke, i protagonisti iniziali Robin di Locksley e Miles, entrando a Nottingham, incontrano William di Montfort, che invita i due viandanti ad attenderlo nei pressi della Abbazia di Kirklee, identificabile negli attuali resti dell'abbazia cistercense di Rivelaux, nel North Yorkshire, costruita alla fine del XII secolo, negli anni in cui si svolgerebbero le avventure di Robin Hood e le vicende storiche che fanno da sfondo al racconto.